# Reserva provincial Lago del Desierto
La reserva provincial Lago del Desierto es un área natural protegida ubicada en el departamento Lago Argentino en el oeste de la provincia de Santa Cruz, Argentina.
Se encuentra en un escenario con grandes atractivos naturales, como montañas escarpadas, glaciares, morenas, ríos, lagunas y valles boscosos.
Abarca el lago y el sector del límite internacional desde el hito n.º 62 hasta el parque nacional Los Glaciares.
Tiene una superficie de 59 982 ha.
Fue creada con la ley n.º 2820 sancionada por la Legislatura de Santa Cruz el 10 de noviembre de 2005.
Al suroeste de la reserva se encuentra el paso Marconi, el cual es un cruce entre Chile y Argentina en la zona del campo de hielo patagónico sur y al norte de la reserva se ubica el paso fronterizo Dos Lagunas el cual se puede acceder mediante un sendero de excursionismo y el cual está a 16 km de la localidad chilena de Candelario Mancilla.

## Geografía física

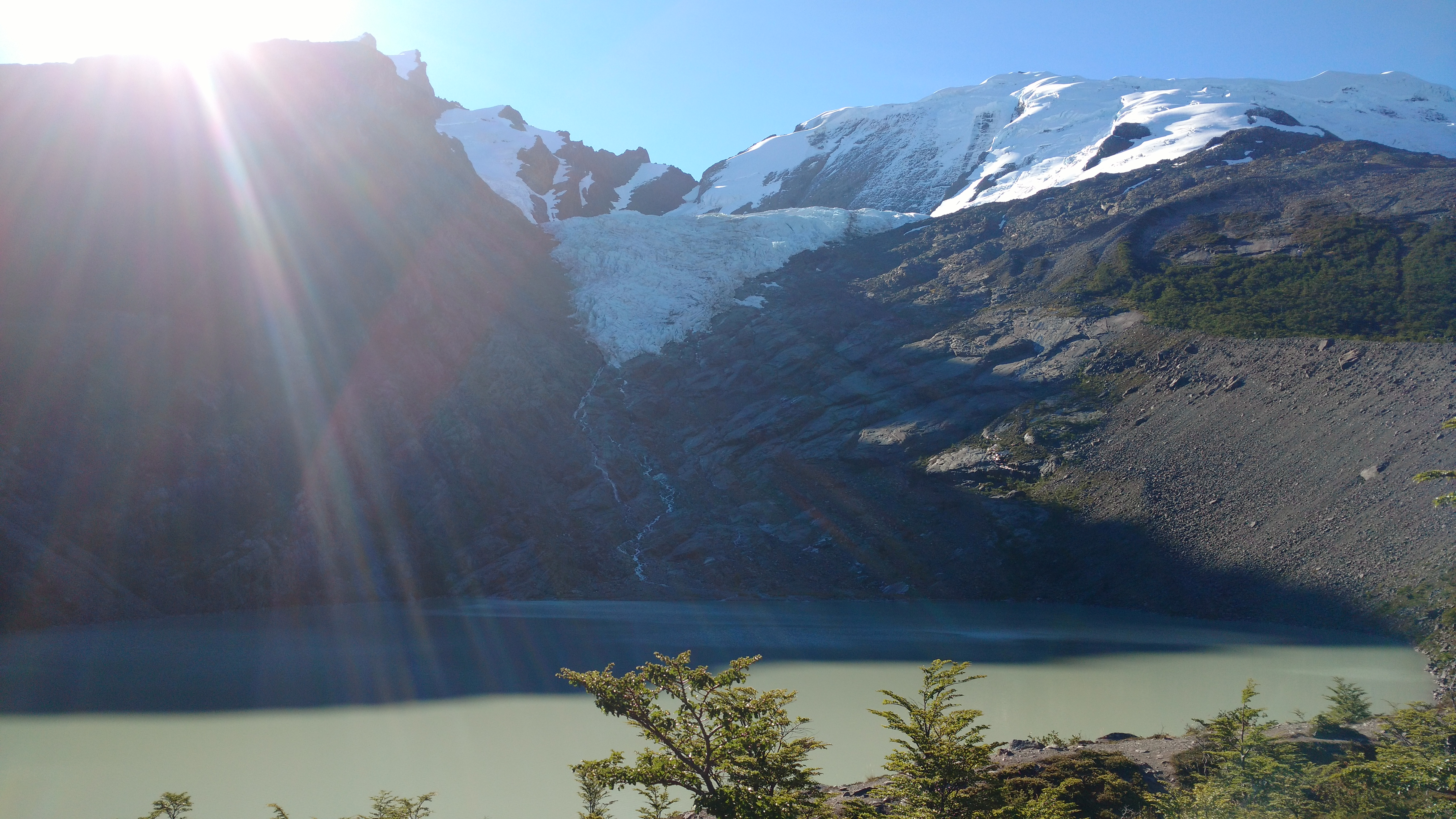
Glaciar Huemul y laguna Huemul.

### Glaciares
En la reserva se encuentran los siguientes glaciares
- Glaciar Huemul
- Glaciar Milodón
- Glaciar Marconi

### Cuerpos de Agua
- Lago/Laguna del Desierto
- Río de las Vueltas/Río Gatica
- Lago Eléctrico
- Laguna Cóndor
- Laguna Huemul
- Río Milodón
- Lago Milodón
- Río Diablo
- Laguna Larga
- Laguna del Toro
- Laguna Milodón Norte
- Laguna Milodón Sur
- Laguna de Los 14
- Laguna del Marconi
- Laguna Rosa
- Laguna Azul
- Laguna Verde
- Laguna del Diablo

### Montañas
- Cordón Martínez de Rozas/Del Bosque
- Cerro Gorra Blanca
- Cerro El Rodado
- Cerro Aniversario
- Cerro Neumayer
- Cerro Cagliero
- Cerro Crestón
- Cerro Milaneso
- Cerro Vespignani
- Cerro Demetrio
- Cerro Loma Blanca
- Cerro Gendarme
- Cerro Eléctrico Oeste

### Fauna
En la reserva se presentan huemules.

## Acceso
Se llega a través de la Ruta Provincial 41 desde la localidad de El Chaltén, la cual se encuentra al sur de la reserva.